# Standbeeld van Komitas (Jerevan)
Het standbeeld van Komitas (Armeens: Կոմիտասի հուշարձան) is een standbeeld in de Armeense hoofdstad Jerevan. Het beeld staat in het park van het Staatsconservatorium Komitas en stelt Komitas Vardapet voor, de Armeense musicoloog, componist, zanger, muzikant en dichter.
Het drie meter hoge standbeeld werd ontworpen door architect Michael Mazmanian en vervaardigd uit brons en graniet door Ara Haroutiounian, een groot bewonderaar van Komitas. Het beeld werd op 8 januari 1988 ingehuldigd.

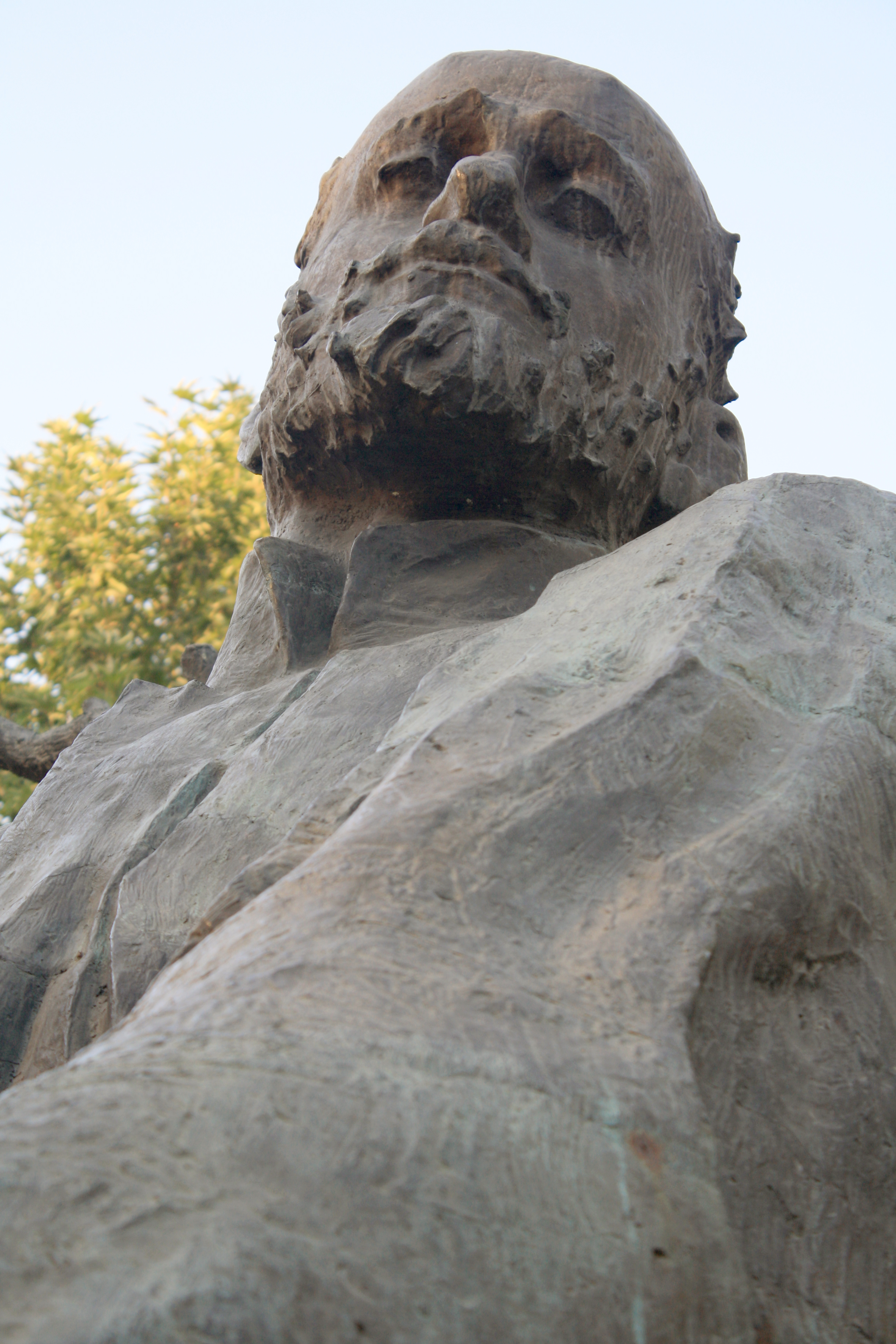
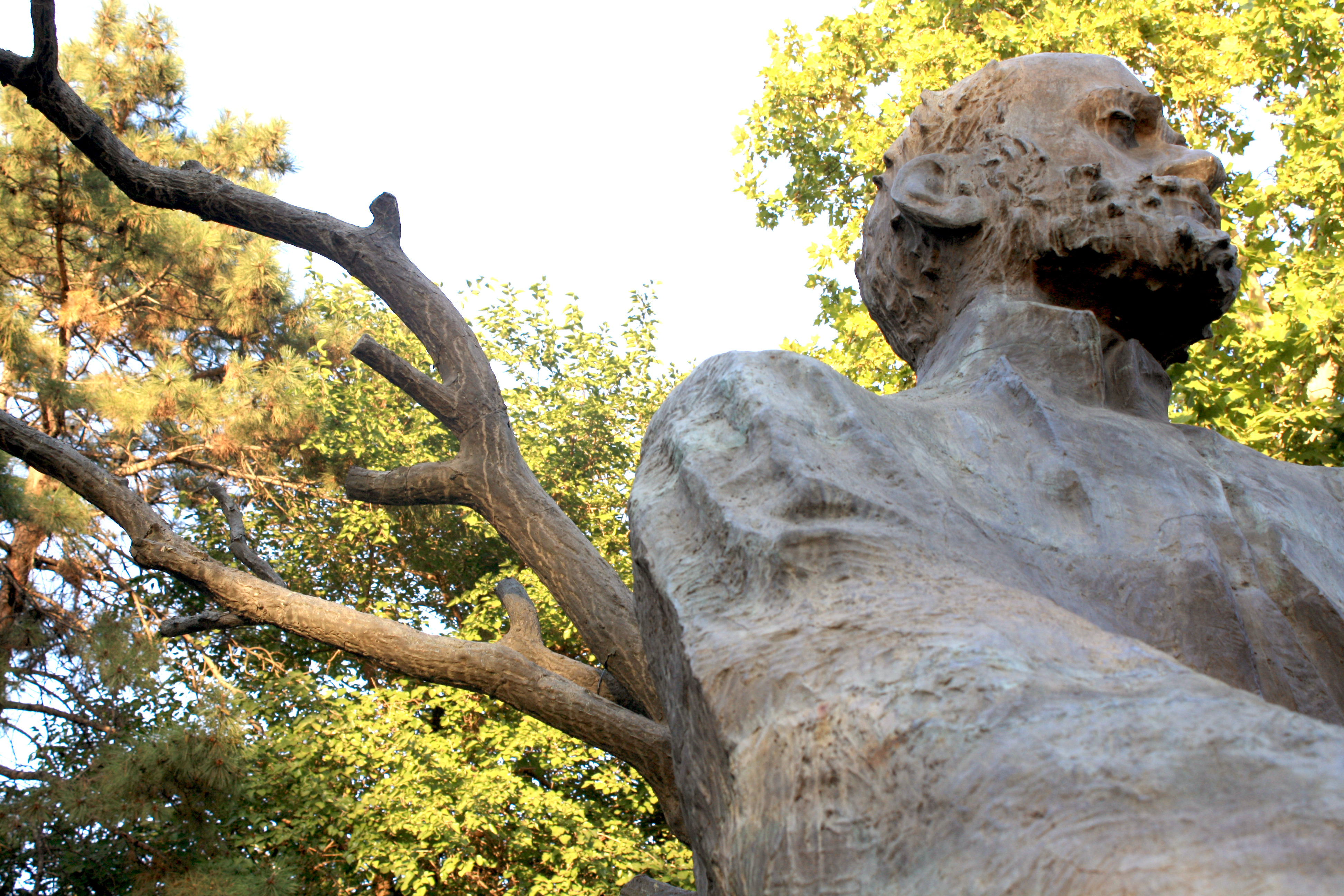
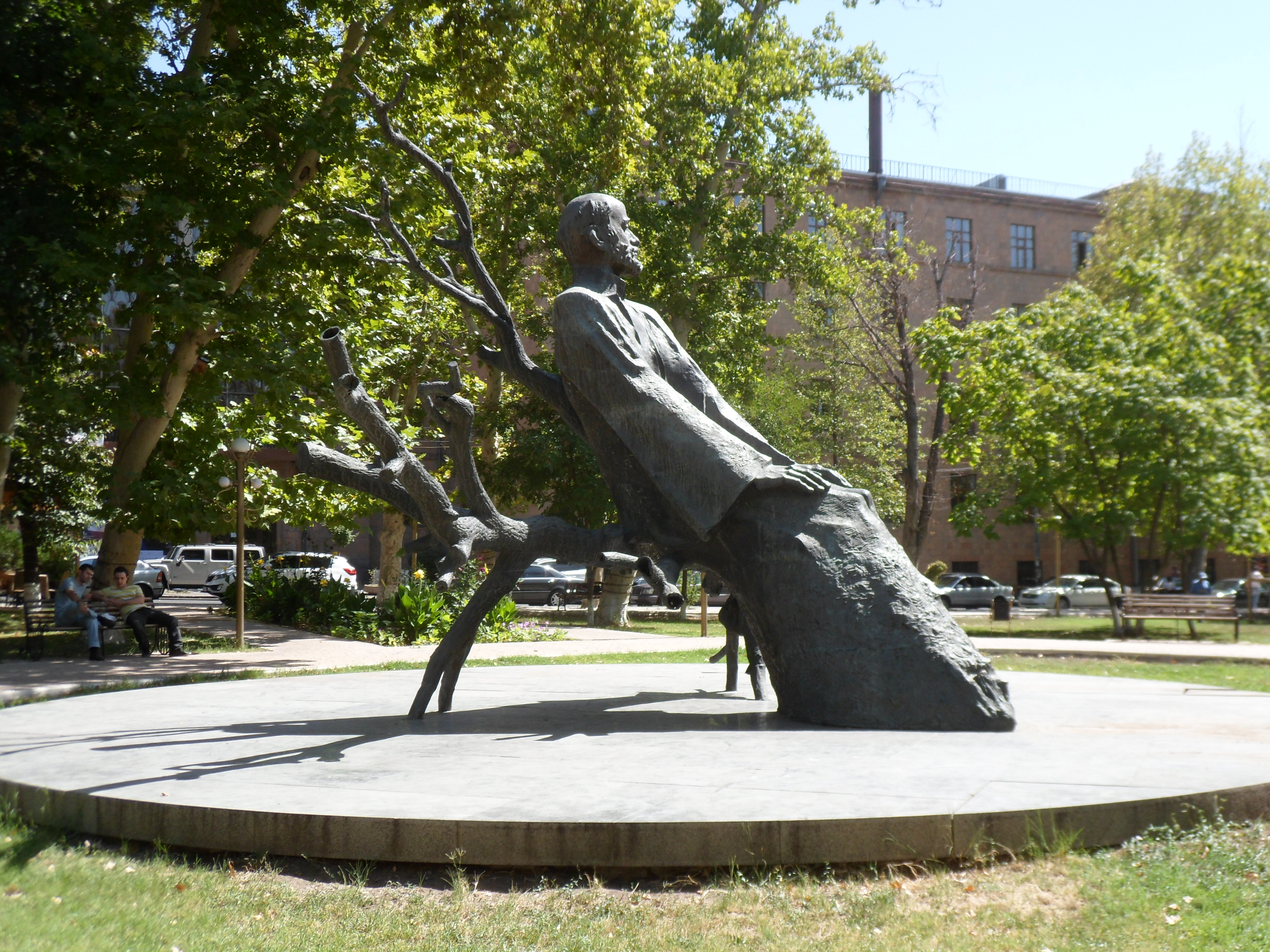